# Kurtis Blow
Kurtis Blow, pseudonimo di Kurtis Walker (New York, 9 agosto 1959), è un rapper, produttore discografico, disc jockey e ministro statunitense, noto per essere il primo rapper a ottenere successo commerciale e a firmare un contratto discografico con una etichetta major. The Breaks, singolo estratto dal suo album del 1980 Kurtis Blow, divenne il primo brano rap certificato disco d'oro nella musica hip hop. Nel corso della sua carriera artistica ha pubblicato 15 album.

## Biografia

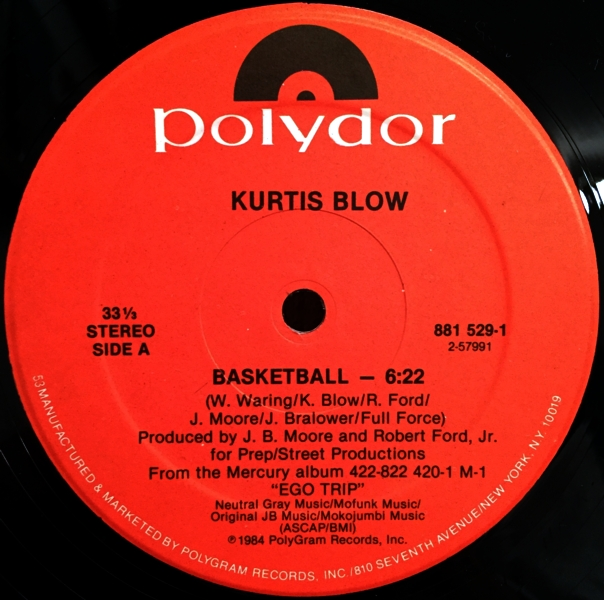
Il singolo di Kurtis Blow del 1984 Basketball, entrato nella Billboard Hot 100, canzone tributo ai migliori atleti nella NBA.

Cresciuto ad Harlem (Manhattan), nel 1979, a vent'anni, Kurtis Blow ottiene un contratto con la Mercury, pubblicando Christmas Rappin'. Vende oltre 500 000 copie. Il singolo successivo, The Breaks, supera anch'esso il mezzo milione di copie vendute. Pubblica dieci album nei successivi undici anni. Il primo è l'album omonimo (1980), mentre il secondo è stato l'album classificatosi nella Top 50 degli album pop Deuce (1981). Party Time (1983) presenta una fusione di rap e go-go (sottogenere del funk). Ego Trip (1984) includeva i successi: 8 Million Stories, AJ Scratch e Basketball. Il suo album del 1985, America, è stato lodato per il video musicale della title track. Il brano If I Ruled the World, presente in questo album, diviene un successo entrando al quinto posto nella classifica delle tracce R&B di Billboard. Verso la fine degli anni ottanta, la sua carriera discografica diminuì e passo dunque alla produzione.
Oltre al suo lavoro, Kurtis Blow è stato responsabile dei successi dei Fat Boys e dei Run DMC. I Run-D.M.C. iniziano la loro carriera con il nome "The Son of Kurtis Blow". Tra gli artisti che hanno collaborato o sono stati prodotti dall'artista anche Full Force, Wyclef Jean e Russell Simmons.
Ha recitato come attore e ha partecipato come coordinatore musicale in alcune pellicole incluso il film hip hop Krush Groove (1985). Come ospite e produttore associato per Rhyme and Reason, ha dato informazioni sullo stato dell'hip hop e ha partecipato a tre volumi della pubblicazione The History of Rap nel 1998. È stato tra i partecipanti attivi nel brano Sun City.
Nel 2016, Kurtis Blow è stato eletto all'unanimità come presidente del The Universal Hip Hop Museum. L'apertura del museo è prevista per il 2018 nel Bronx, New York City.

## Discografia
Album in studio
- 1980 – Kurtis Blow
- 1981 – Deuce
- 1982 – Tough
- 1983 – The Best Rapper on the Scene
- 1984 – Ego Trip
- 1985 – America
- 1986 – Kingdom Blow
- 1988 – Back by Popular Demand

Raccolte
- 1986 – The Breaks
- 1994 – The Best of Kurtis Blow
- 2002 – Best of... Rappin'
- 2003 – 20th Century Masters - The Millennium Collection: The Best of Kurtis Blow

EP
- 1982 – Tough EP
- 1983 – Party Time?

Singoli
- 1979 – Christmas Rappin'
- 1980 – The Breaks
- 1983 – Nervous
- 1984 – Ego Trip
- 1984 – Basketball
- 1986 – The Bronx
- 1988 – Back by Popular Demand
- 1994 – Chillin' at the Spot